# FIA Institute Young Driver Excellence Academy
La FIA Institute Young Driver Excellence Academy est un programme créé en 2011 par la Fédération internationale de l'automobile (FIA) destiné à offrir une formation complémentaire aux pilotes sélectionnés durant une saison.

## Pilotes

### Saison 2012
| Noms                          | Age (2012) | Nationalité         |
| ----------------------------- | ---------- | ------------------- |
| Mohamed Al Mutawaa            | 18         | Émirats arabes unis |
| Klaus Bachler                 | 20         | Autriche            |
| Andrea Bate                   | 22         | Afrique du Sud      |
| Craig Breen                   | 21         | Irlande             |
| Andrea Caldarelli             | 21         | Italie              |
| Gabriel Chaves                | 18         | Colombie            |
| Jonas Gelzinis                | 23         | Lituanie            |
| Michael Klitgaard Christensen | 21         | Danemark            |
| Jack Le Brocq                 | 19         | Australie           |
| Michael Lewis                 | 20         | États-Unis          |
| Alex Lynn                     | 18         | Grande-Bretagne     |
| Jose Andres Montalto          | 21         | Costa Rica          |
| Ramon Piñeiro                 | 19         | Espagne             |
| Brendan Reeves                | 23         | Australie           |
| Pontus Tidemand               | 20         | Suède               |
| Timo van der Marel            | 22         | Pays-Bas            |
| Sepp Wiegand (en)             | 20         | Allemagne           |
| Lewis Williamson (en)         | 21         | Grande-Bretagne     |

### Saison 2011
| Noms              | Age (2010) | Nationalité      |
| ----------------- | ---------- | ---------------- |
| Kévin Abbring     | 21         | Pays-Bas         |
| Paul-Loup Chatin  | 19         | France           |
| Albert Costa      | 20         | Espagne          |
| Alon Day          | 19         | Israël           |
| Philipp Eng       | 20         | Autriche         |
| Robin Frijns      | 19         | Pays-Bas         |
| Timmy Hansen      | 18         | Suède            |
| Egon Kaur         | 23         | Estonie          |
| Andreas Mikkelsen | 21         | Norvège          |
| Alexander Rossi   | 19         | États-Unis       |
| Richie Stanaway   | 19         | Nouvelle-Zélande |
| Stoffel Vandoorne | 18         | Belgique         |

Source : http://www.fiainstitute.com/academy/Pages/home.aspx